# Batracomorphus samii
Batracomorphus samii är en insektsart som beskrevs av Evans 1972. Batracomorphus samii ingår i släktet Batracomorphus och familjen dvärgstritar. Inga underarter finns listade i Catalogue of Life.